# MyDeejay
myDeejay è stato un canale televisivo musicale italiano edito da Elemedia S.p.A. (GEDI Gruppo Editoriale) e disponibile a pagamento con le piattaforme Sky, TV di Fastweb, Alice Home TV e Infostrada TV.

## Storia
Il canale nasceva come canale gratuito via satellite il 10 giugno 2002.
Dal 31 luglio 2003 diventa disponibile a pagamento con la nascente piattaforma Sky Italia. A partire dal 2007 diventa disponibile anche per la televisione via cavo, sempre a pagamento, con le piattaforme TV di Fastweb, Alice Home TV e Infostrada TV. Sul sito ufficiale è disponibile gratuitamente lo streaming a bassa definizione.
Il canale subisce un restyling il 19 ottobre 2009 cambiando il nome nell'attuale myDeejay. Il marchio Deejay TV, invece, passa sul digitale terrestre sostituendo il precedente canale All Music, finché a sua volta nel 2016 fa spazio a Nove. Il 14 gennaio 2018 la rinata Deejay TV inizia a trasmettere anche sul canale 714 di Sky, segnando la chiusura di MyDeejay.